# Villethierry
Villethierry est une commune française située dans le département de l'Yonne en région Bourgogne-Franche-Comté.

## Géographie

### Situation
Villethierry est dans le nord-ouest du département de l'Yonne et dans la partie est du Gâtinais. Sa sous-préfecture Sens (et l'autoroute A19) est à 20 km au sud-est, sa préfecture Auxerre à 82 km au sud-est, Montereau (et l'autoroute A5) en Seine-et-Marne à 20 km au nord-ouest, Nemours (et l'autoroute A6) à 30 km à l'ouest.
La forêt de Fontainebleau est à 27 km au nord-ouest.

### Hydrographie
Le seul cours d'eau est dans le sud de la commune : l'Orval, qui coule dans le sens est-ouest, sous-affluent de la Seine et affluent de l'Orvanne qu'il rejoint sur Blennes, la commune voisine à l'ouest.
L'Orval arrose les communes voisines de Brannay, Lixy, Villethierry et Blennes passe sur la commune de Villethierry.

### Climat
Pour des articles plus généraux, voir Climat de la Bourgogne-Franche-Comté et Climat de l'Yonne.
En 2010, le climat de la commune est de type climat océanique dégradé des plaines du Centre et du Nord, selon une étude du Centre national de la recherche scientifique s'appuyant sur une série de données couvrant la période 1971-2000. En 2020, Météo-France publie une typologie des climats de la France métropolitaine dans laquelle la commune est exposée à un climat océanique altéré et est dans la région climatique  Nord-est du bassin Parisien, caractérisée par un ensoleillement médiocre, une pluviométrie moyenne régulièrement répartie au cours de l’année et un hiver froid (3 °C). 
Pour la période 1971-2000, la température annuelle moyenne est de 10,9 °C, avec une amplitude thermique annuelle de 15,7 °C. Le cumul annuel moyen de précipitations est de 744 mm, avec 11,7 jours de précipitations en janvier et 7,5 jours en juillet. Pour la période 1991-2020, la température moyenne annuelle observée sur la station météorologique de Météo-France la plus proche, « La Brosse-Mx », sur la commune de La Brosse-Montceaux à 10 km à vol d'oiseau, est de 12,0 °C et le cumul annuel moyen de précipitations est de 652,9 mm. 
La température maximale relevée sur cette station est de 42,9 °C, atteinte le 25 juillet 2019 ; la température minimale est de −20,5 °C, atteinte le 17 janvier 1985,,. 
Les paramètres climatiques de la commune ont été estimés pour le milieu du siècle (2041-2070) selon différents scénarios d'émission de gaz à effet de serre à partir des nouvelles projections climatiques de référence DRIAS-2020. Ils sont consultables sur un site dédié publié par Météo-France en novembre 2022.

## Urbanisme

### Typologie
Au 1er janvier 2024, Villethierry est catégorisée commune rurale à habitat dispersé, selon la nouvelle grille communale de densité à sept niveaux définie par l'Insee en 2022.
Elle est située hors unité urbaine. Par ailleurs la commune fait partie de l'aire d'attraction de Paris, dont elle est une commune de la couronne,. Cette aire regroupe 1 929 communes,.

### Occupation des sols
L'occupation des sols de la commune, telle qu'elle ressort de la base de données européenne d’occupation biophysique des sols Corine Land Cover (CLC), est marquée par l'importance des territoires agricoles (74,5 % en 2018), une proportion identique à celle de 1990 (74,5 %). La répartition détaillée en 2018 est la suivante : 
terres arables (71,2 %), forêts (24,1 %), zones agricoles hétérogènes (3,3 %), zones urbanisées (1,4 %). L'évolution de l’occupation des sols de la commune et de ses infrastructures peut être observée sur les différentes représentations cartographiques du territoire : la carte de Cassini (XVIIIe siècle), la carte d'état-major (1820-1866) et les cartes ou photos aériennes de l'IGN pour la période actuelle (1950 à aujourd'hui).

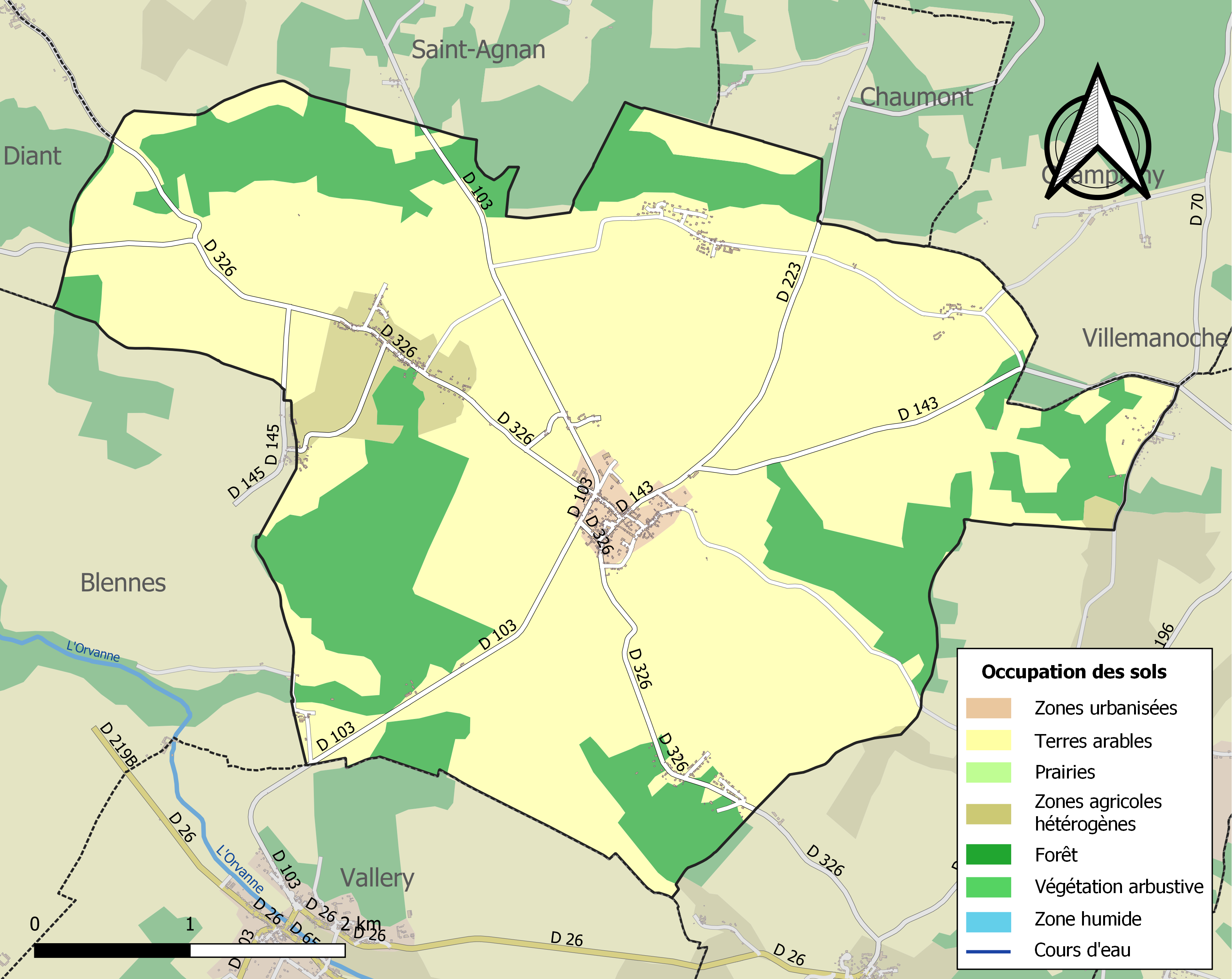
Carte des infrastructures et de l'occupation des sols de la commune en 2018 (CLC).

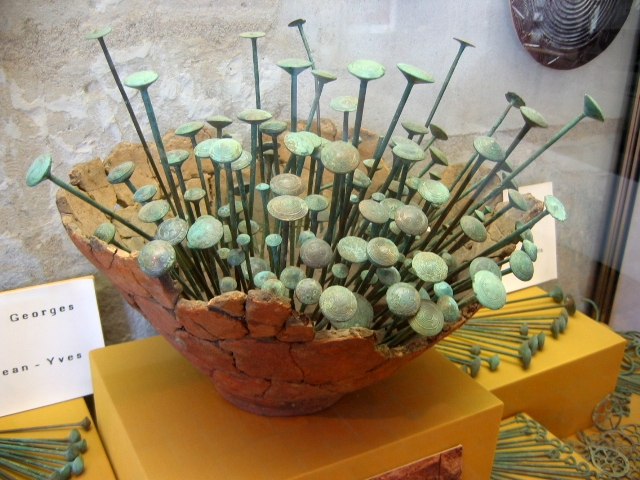
Des épingles issues d'un stock d'un bijoutier, découvertes dans le trésor de Villethierry et exposées au musée de Sens.

## Histoire

### Protohistoire
Les découvertes archéologiques sur le territoire de la commune de Villethierry sont assez nombreuses. La plus importante d'entre elles date de 1969 : le dépôt de bronzes de Villethierry, qui fait toujours l'objet de recherches dans le champ des techniques du bronzier,,. Cette collection exceptionnelle de bijoux, qui comporte 869 objets dont des épingles, des fibules, des bracelets, des bagues et une pince à épiler, est conservée au musée de Sens sous le nom de « trésor de Villethierry ». Un second dépôt de l'âge du bronze est découvert en 1982.

### Époque gallo-romaine
Des sites gallo-romains et mérovingiens ont aussi été fouillés et étudiés par l'archéologue du Sénonais Jean-Yves Prampart, soutenu par des agriculteurs du village.

### Moyen-Âge
Au IXe siècle, le village est désigné comme Villa Teoderici dans le Liber Sacramentorum, manuscrit conservé à la Bibliothèque de Stockholm.
Au XIIe siècle, les vicomtes de Sens, dont la vicomtesse Ermesende, sont seigneurs de Villethierry.
L’église Saint-Loup est à cette époque une dépendance du prieuré Saint-Pierre de Cannes, lequel relève de Saint-Martin des Champs. D'autres établissements religieux font l'objet de largesses de la part des seigneurs de Villethierry, notamment le prieuré de Montbéon (commune voisine de Saint-Agnan) et l'abbaye cistercienne de Preuilly (commune d'Égligny).
À partir du XIIIe siècle, le destin de Villethierry est lié à celui de la paroisse voisine de Vallery dont les seigneurs édifient le premier château. Cette famille puissante laisse de nombreuses traces historiques, en particulier Erard de Vallery, descendant direct des vicomtes de Sens.
Les Vallery sont les derniers seigneurs à être originaires de la région. Par la suite, la seigneurie change de mains, au gré des héritages et des ventes. Villethierry est un bien parmi d'autres, les seigneurs y font collecter leurs revenus mais n'y résident pas.
En 1332, Erard de Thianges, Nivernais descendant par alliance des Vallery, est désigné dans une charte comme seigneur de Marolles et de Villethierry. Après la guerre de Cent ans, la seigneurie appartient à Aymar de Poisieu, dit Capdorat,, fidèle de Louis XI.
En 1554, le maréchal de Saint-André acquiert la seigneurie de Villethierry qu'il revend en 1561. Le 3 septembre 1556, alors qu'il séjourne à Vallery avec son père Henri II, le Dauphin, futur roi François II, déjeune ("dîne") à Villethierry,. François II y séjourne à nouveau le 24 octobre 1559.
Par la suite, c'est Claude Pinart,, secrétaire d'État, qui est seigneur de Villethierry.
Puis ce sont les princes de Condé. Le 13 janvier 1652, pendant la Fronde, Villethierry est ravagée par les reîtres du cardinal Mazarin.

### XVIIIesiècle
Au XVIIIe siècle, le marquis du Châtelet, époux d'Émilie du Châtelet, est seigneur de Villethierry.
En 1789, MM. Cordier et Moinville sont tous deux seigneurs de Villethierry. Percheron est syndic.

### XIXesiècle
En 1832, la population est violemment frappée par le choléra.

### XXesiècle
Le 15 juin 1940, Villethierry, comme d'autres villages du nord de l'Yonne, est bombardée par l'aviation allemande.

## Politique et administration
| Période    | Période  | Identité         | Étiquette | Qualité |
| ---------- | -------- | ---------------- | --------- | ------- |
|            |          |                  |           |         |
| avant 1995 | ?        | Jean Pasquier    | DVD       |         |
| 2001       | En cours | Corinne Pasquier | PCF       |         |

## Démographie
L'évolution du nombre d'habitants est connue à travers les recensements de la population effectués dans la commune depuis 1793. Pour les communes de moins de 10 000 habitants, une enquête de recensement portant sur toute la population est réalisée tous les cinq ans, les populations de référence des années intermédiaires étant quant à elles estimées par interpolation ou extrapolation. Pour la commune, le premier recensement exhaustif entrant dans le cadre du nouveau dispositif a été réalisé en 2005.

En 2022, la commune comptait 800 habitants, en évolution de −4,76 % par rapport à 2016 (Yonne : −1,95 %, France hors Mayotte : +2,11 %).
| 1793 | 1800 | 1806 | 1821 | 1831 | 1836 | 1841 | 1846 | 1851 |
| ---- | ---- | ---- | ---- | ---- | ---- | ---- | ---- | ---- |
| 511  | 627  | 645  | 686  | 737  | 694  | 705  | 715  | 726  |

| 1856 | 1861 | 1866 | 1872 | 1876 | 1881 | 1886 | 1891 | 1896 |
| ---- | ---- | ---- | ---- | ---- | ---- | ---- | ---- | ---- |
| 739  | 710  | 683  | 637  | 642  | 623  | 633  | 605  | 561  |

| 1901 | 1906 | 1911 | 1921 | 1926 | 1931 | 1936 | 1946 | 1954 |
| ---- | ---- | ---- | ---- | ---- | ---- | ---- | ---- | ---- |
| 525  | 508  | 508  | 466  | 436  | 389  | 408  | 426  | 379  |

| 1962 | 1968 | 1975 | 1982 | 1990 | 1999 | 2005 | 2006 | 2010 |
| ---- | ---- | ---- | ---- | ---- | ---- | ---- | ---- | ---- |
| 350  | 293  | 287  | 384  | 598  | 697  | 740  | 739  | 811  |

| 2015 | 2020 | 2022 | - | - | - | - | - | - |
| ---- | ---- | ---- | - | - | - | - | - | - |
| 842  | 809  | 800  | - | - | - | - | - | - |

## Culture locale et patrimoine

### Lieux et monuments
- Église Saint-Loup, XIIe siècle[49],[50]

Des photos de l'église sont visibles sur le site du patrimoine du bocage gâtinais
- Phare aéronautique[51]

### Personnalités liées à la commune
- Guillaume et Renaud de Villethierry, baillis de Philippe Auguste et de Louis VIII[52],[53],[54]

- la famille Badin. Issue de Villethierry au milieu du XVIe siècle, elle va s'établir à Sens. Elle y fournit plusieurs avocats, chanoines de la cathédrale, baillis de Nailly et un prévôt de Thorigny[55].
- L'abbé Charles Louis Marie Veluard (1766-1834)[56].

### Héraldique
| Blason de Villethierry | Blason  | Tiercé en pairle renversé : au 1er d'or à cinq épingles en bronze de sinople ordonnées en éventail, au 2e d'argent à une tiercefeuille de gueules, percée du champ, au 3e de sinople à un loup ravissant d'or ; au chevronnel renversé et haussé d'azur brochant sur la partition. |
| Blason de Villethierry | Détails | Le statut officiel du blason reste à déterminer. |